# Kacper Derczyński
Kacper Roman Derczyński (ur. 1 marca 1980 w Łodzi, zm. 21 lutego 2020) – polski piłkarz występujący na pozycji pomocnika, mistrz Polski 1997/98 z ŁKS Łódź.

## Przebieg kariery
Był wychowankiem Łódzkiego Klubu Sportowego. Członkiem kadry pierwszej drużyny został w 1996. W sezonie ligowym 1996/97 jako rezerwowy dwukrotnie wchodził na murawę w ostatnich minutach spotkania. W kolejnych rozgrywkach, w których jego zespół zdobył mistrzostwo Polski, zaliczył jeden taki występ.
W rundzie jesiennej sezonu 1998/99 występował w drużynie rezerw, a wiosną 1999 przeniósł się do trzecioligowego Włókniarza Konstantynów Łódzki, z którym dwa i pół roku później spadł do IV ligi. Latem 2002 zmienił klub na występującą na tym samym poziomie Astrę Krotoszyn, która przegrała baraże o awans na trzeci szczebel z Mieszkiem Gniezno. W latach 2003–2004 znów występował we Włókniarzu, a w 2005 był zawodnikiem trzecioligowego szwedzkiego Visby IF Gute. Po powrocie do Polski bronił w 2007 barw Sokoła Aleksandrów Łódzki, wywalczając mistrzostwo IV ligi łódzkiej i promocję na wyższy szczebel, a następnie również czwartoligowego Włókniarza Zelów.

## Życie prywatne
Pracował jako urzędnik w łódzkim Centrum Świadczeń Socjalnych. Zmarł w wieku 39 lat, tydzień po zabiegu przeszczepienia wątroby w warszawskiej klinice. Przeszczep się przyjął, ale po kilku dniach pojawiła się niewydolność krążenia, serca i nerek, która zakończyła się śmiercią.
Jego brat Łukasz (1974–2003) również był piłkarzem występującym w roli pomocnika. Był członkiem ŁKS Łódź, Sokoła Pniewy (awans do ekstraklasy w 1993 i jeden mecz pierwszoligowy w sezonie 1993/94), Włókniarza Pabianice, Jezioraka Iława i Włókniarza Konstantynów Łódzki. Zginął w wypadku samochodowym w wieku 29 lat.

## Statystyki ligowe
| Klub     | Sezon     | Liga    | Liga  | Liga   | Puchar | Puchar | Inne  | Inne   | Suma  | Suma   |
| Klub     | Sezon     | Liga    | Mecze | Bramki | Mecze  | Bramki | Mecze | Bramki | Mecze | Bramki |
| -------- | --------- | ------- | ----- | ------ | ------ | ------ | ----- | ------ | ----- | ------ |
| ŁKS Łódź | 1996/1997 | I liga  | 2     | 0      |        | 0      |       | 0      | 2     | 0      |
| ŁKS Łódź | 1997/1998 | I liga  | 1     | 0      |        | 0      | —     | —      | 1     | 0      |
| Ogólnie  | Ogólnie   | Ogólnie | 3     | 0      |        | 0      |       |        | 3     | 0      |

## Sukcesy
ŁKS Łódź
- I liga Mistrz: 1997/98

Sokół Aleksandrów Łódzki
- IV liga (grupa łódzka) Mistrz i awans do III ligi: 2006/07